# Amy Ziering

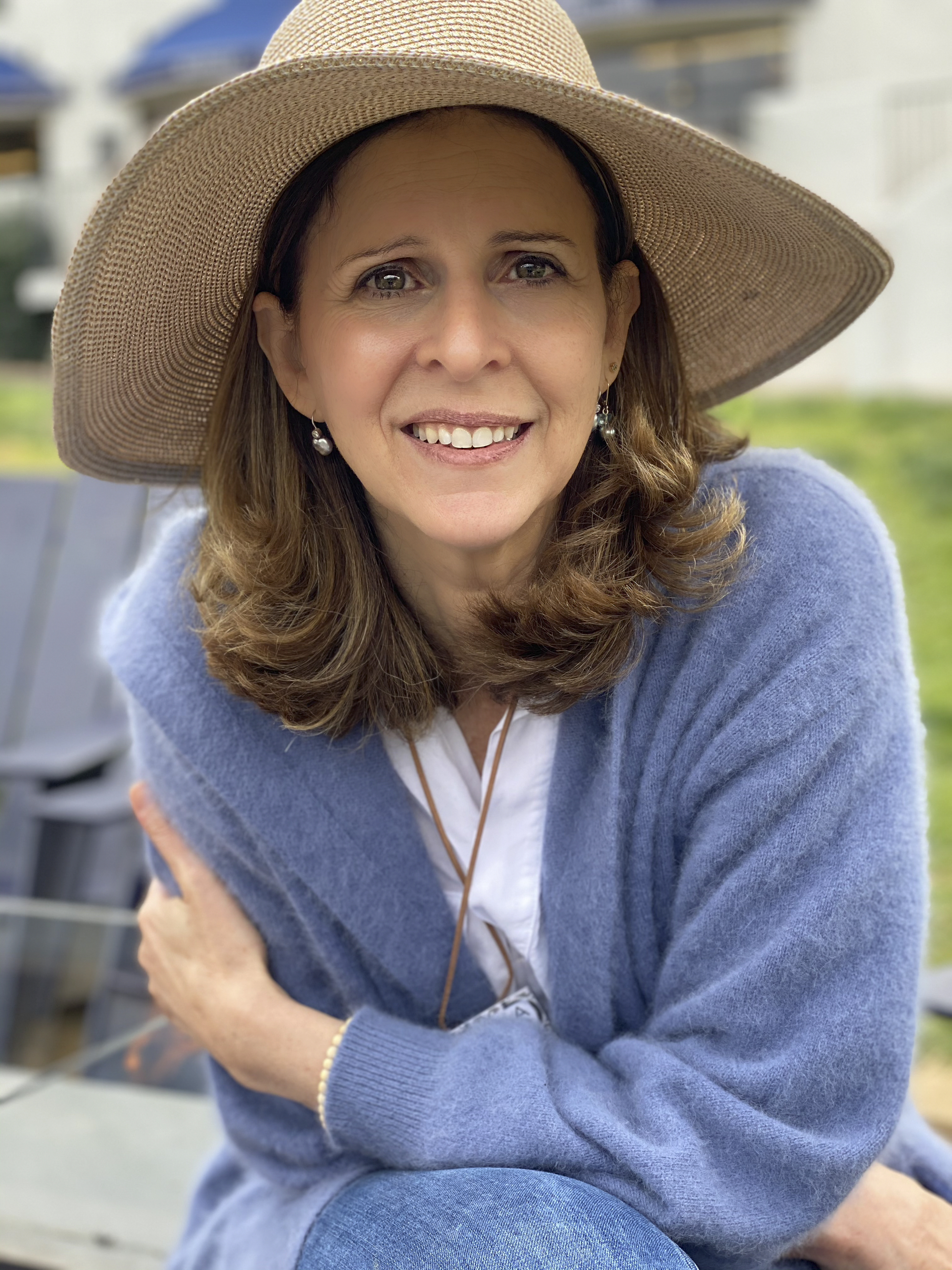
Amy Ziering

Amy Ziering (* 1962 in Massachusetts) ist eine US-amerikanische Filmproduzentin, die sich hauptsächlich auf Dokumentarfilme konzentriert.

## Leben und Karriere
Im Alter von 16 Jahren fand sie Interesse an den Arbeiten von Jacques Derrida und widmete ihm 2002 einen Dokumentarfilm. Amy Ziering verließ 1984 das Amherst College mit einem Abschluss in Englisch. In den 1980er Jahren studierte sie an der Yale University. Im Jahr 1998 trat sie das erste Mal als Produzentin für den Dokumentarfilm Taylor’s Campaign in Erscheinung. Der Film erhielt auf zwei Filmfestivals eine Auszeichnung als Bester Dokumentarfilm. Bei dem Dokumentarfilm Derrida gab Ziering ihr Regiedebüt und erhielt gemeinsam mit Kirby Dick beim San Francisco International Film Festival den Golden Gate Award. Im Jahr 2007 war sie bei dem Filmdrama The Memory Thief wieder als Produzentin tätig, in dem Mark Webber und Rachel Miner eine Hauptrolle erhielten. Ein weiteres Mal arbeitete Ziering mit Kirby Dick im Jahr 2009 zusammen. Für den Dokumentarfilm über Homosexualität in der Politik verfasste Dick das Drehbuch und führte Regie, Amy Ziering trat abermals als Produzentin in Erscheinung. Bei der Oscarverleihung 2013 erhielt sie für ihren Dokumentarfilm The Invisible War gemeinsam mit Kirby Dick eine Oscar-Nominierung in der Kategorie Bester Dokumentarfilm.

## Filmografie
- 1998: Taylor’s Campaign (Dokumentarfilm)
- 2002: Derrida (Dokumentarfilm)
- 2007: The Memory Thief
- 2009: Outrage (Dokumentarfilm)
- 2012: The Invisible War (Dokumentarfilm)
- 2015: The Hunting Ground
- 2018: The Bleeding Edge
- 2020: On the Record
- 2021: Allen v. Farrow